# Distrikt Puerto Bermúdez
Der Distrikt Puerto Bermúdez liegt in der Provinz Oxapampa in der Region Pasco in Zentral-Peru. Er wurde am 17. Juni 1958 gegründet. Im Jahr 2010 wurde das nördliche Distriktgebiet herausgelöst und bildet seither den neu gegründeten Distrikt Constitución. Der Distrikt Puerto Bermúdez erstreckt sich über eine Fläche von 8014,31 km² (nach anderen Quellen: 7634 km²). Im Distrikt wurden beim Zensus 2017 13.634 Einwohner gezählt. Verwaltungssitz ist die am Westufer des Río Pichis auf einer Höhe von 250 m gelegene Stadt Puerto Bermúdez mit 6168 Einwohnern (Stand 2017). Die Straßenverbindung vom nördlich gelegenen Ciudad Constitución über Puerto Bermúdez zum südwestlich gelegenen Villa Rica führt durch den Distrikt.

## Geographische Lage
Der Distrikt Puerto Bermúdez erstreckt sich über die vorandine Region am Rande des Amazonasbeckens im Südosten der Provinz Oxapampa. Der Distrikt erstreckt sich über das Einzugsgebiet des Río Pichis, rechter Quellfluss des Río Pachitea. Im Osten erhebt sich das Sira-Gebirge. Im Süden und im Osten wird der Distrikt ebenfalls durch Höhenrücken begrenzt. Im Norden reicht der Distrikt bis zur Einmündung des Río Apurucayalí in den Río Pichis.
Der Distrikt Puerto Bermúdez grenzt im Westen an die Distrikte Villa Rica und Palcazú, im Norden an den Distrikt Constitución, im Osten an den Distrikt Tahuanía (Provinz Atalaya), im Südosten an den Distrikt Raimondi (ebenfalls in der Provinz Atalaya), im Süden an den Distrikt Río Tambo (Provinz Satipo) sowie im Südwesten an die Distrikte Pichanaqui und Perené (beide in der Provinz Chanchamayo).